# 成瀬吉正
成瀬 吉正（なるせ よしまさ）は、戦国時代の武将。父は成瀬正一。母は熊谷氏。成瀬吉政とも。
6歳の頃から徳川家康の侍女に育てられるが、17歳の時に突如徳川家を出奔した。浅野幸長の家臣、次いで小早川秀秋の家臣となり、関ヶ原の戦いに従軍した。
関ヶ原の戦い後は加賀藩の前田利常に仕え、大坂の陣に出陣した。後に加賀藩の家老となり1万1千石を領し、加賀藩人持組の「成瀬掃部助家」の祖となった。跡は成瀬當胤（まさたね）が8000石、成瀬吉安が3000石で継ぎ、成瀬當胤は加賀藩人持組成瀬掃部助家となった、成瀬正継は徳川義直に1000石で仕えた。
吉正使用の南蛮胴具足が現存している。胴部に大きく火縄銃による銃撃の痕跡が残るが、『寛永諸家系図伝』成瀬氏系図に拠れば、大坂冬の陣の際に寄せ手の前田家の軍勢と対峙した大坂城方の真田信繁軍に撃たれたものであるとされる。吉正は大坂夏の陣にもこの鎧で参加し、大野治房の配下を討っている。